# Досије икс (9. сезона)
Девета сезона серије Досије икс је емитована од 11. новембра 2001. до 19. маја 2002. године и броји 20 епизода. Током читаве сезоне лик Фокса Молдера се крије, пратећи догађаје с краја осме сезоне. Главна прича ове сезоне прати Дејну Скали, Џона Догета и Монику Рејес и њихов лов да открију владину заверу o колонизацији Земље и злонамерно стварање „Супер војника”.
У овој сезони, серијски двојац Дејвид Дуковни и Џилијан Андерсон умањили су своје учешће у серији, при чему је Дуковни само глумио у две финалне епизоде сезоне: „Истина”. Догет и Рејес постали су централни ликови серије, а некадашњи споредни лик Волтер Скинер постао је главни лик. Креатор серије Крис Картер се надао да ће серија наставити и даље да живи са новим ликовима, с тога је уводна шпица на почетку сваке епизоде прикладно редизајнирана.
Девета сезона је добила помешане критике критичара и добила негативну реакцију многих дугогодишњих навијача и гледалаца, делимично зато што се Дуковни није редовно појављивао у сезони, након што је испунио своје учешће у претходној сезони. Током приказивања у сезони 2001/2002. године, рејтинг за сезону драматично је пао. Критичари су замерали да је нејасно дефинисан ток и развој приче током сезоне док су глумци и екипа иза камере приписали пад гледаности нападима 11. септембра 2001. године. Без обзира на то, Фокс је на крају одлучио да откаже серију.
Током емитовања осме сезоне, Картер и продукцијски тим су креирали спин-оф серију Усамљени револвераши. Серија се показала као неуспешна и била је отказана пре него што су главни заплети закључени, а епизода Досијеа икс „Скок ајкуле” је закључила причу те серије. Прича Досијеа икс је настављена са дугометражним филмом Досије икс: Желим да верујем из 2008, као и десетом сезоном која је емитована 2016. године.

## Опис
Анабет Гиш и Мич Пилеџи су унапређени у главну поставу, али је Пилеџи био у шпици само у оним епизодама у којим се појављивао. Дејвид Дуковни се појавио као главни лик само у последње две епизоде. Роберт Патрик је напустио серију на крају сезоне.
Лик Фокса Молдера у овој сезони се скрива због опасности и претњи за свој живот и животе Скали и њиховог сина Вилијама. Дејна Скали поново је додијељена на ФБИ академији у Квантику, а Моника Рејес постаје нови партнер Џону Догету на Досијеима икс. Догет пита Скали за помоћ у случајевима са званичником ЕПА Карлом Вормусом , који је преминуо након што је његов аутомобил слетио са моста под притиском жене коју је покупио. Догет и Волтер Скинер путују у фабрику за рекултивацију, тражећи везе између рада те фабрике и смрти Вормуса. После незаконите аутопсије на Вормусу, Алвин Керш шаље Бреда Фолмера да лоцира Догета. Истрага у постројењу за рекултивацију доводи до непознате жене, чији је идентитет касније откривен као Шанон Мехмахон , један од досадашњих Џонових сарадника из маринаца. Она открива Догету да је она „Супер војник”. То их доводи до тајне лабораторије у којој се на броду одвија тајни експеримент. Касније проналази везе између експеримената на броду и Скалиног детета Вилијама.
Пошто у једном тренутку Скали постепено недостаје присуство Молдера, потпуни странац - „Човек сенка” - понуди своју договор Скали да избави Молдера из скривања. Скали је прихватила понуду , али незнатно доводи Молдера у још опасности. „Човек сенка” је откривен као „Супер војник” који је упућен на убиство Скали и Молдера. После бекства кроз каменолом за Скали, „Човек сенка” је уништен након што се изложио магнетиту. Касније, Скали, Догет и Рејес проналазе доказе о опасном НЛО култу који је открио други свемирски брод сличан ономе који је Скали проучавала у Африци пре три године. Џон, Моника и Усамљени револвераши покушавају да помогну Скали да заштити сина након што сазнају да култ намерава да убије дете. Култ је, међутим, успешан у киднаповању детета. Истовремено са овим догађајима, Догета прегази аутомобил, и касније завршава у болници. Како Фолмер и „ћелави човек (супервојник)” покушавају да открију планове троје агената, Скали и Рејес напуштају Вашингтон да пронађу Вилијама.
Догет проналази чудног искривљеног човека у канцеларији; верујући да је Молдер. Скали је тестирала ДНК, а резултати јој показују да човек има исти образац као и Молдер. Измијењени човек убризгава иглу у Вилијама, а други агенти верују да је вирус некакве врсте, али се касније открива да је лек за Вилијамове моћи. Неименовани човек је касније откривен као Џефри Спендер бивши агент ФБИ, Молдеров полубрат и син К.Г.Б Спендера.
У финалу сезоне, Молдер се након дуго времена враћа из илегале и проваљује у војну базу да би дошао до тајних података о супер-војницима, али бива ухваћен и оптужен за убиство необјашњивог супер-војника за шта га оптужују пред војним судом.
Услед намештених доказа против Молдера, суд га проглашава кривим и осуђује на смртну казну смртоносном инјекцијом.
Скали уз помоћ Догета, Монике и замјеника директора Керша избавља Молдера из војне базе и њих двоје путују у Мексико у потрагу за древним мудрацем. Касније открију да је то Пушач и он им открива да ванземаљци планирају окончати колонизацију Земље 22. децембра 2012. године.
Пушача у пећини „убија” ракета која је испаљена под командом Ноула Рорера, Догетовог друга из војске - супервојника који је жив и здрав.
Молдер и Скали остају живи и иду даље да беже али и страху од супервојника и од ФБИ-а.
У Финалној сцени сезоне Молдер и Скали расправљају о неизвесној, али ваљда сигурној будућности и завршавају сцену загрљени у кревету.

## Улоге

### Главне
- Дејвид Дуковни као Фокс Молдер (Епизоде 19–20)
- Џилијан Андерсон као Дејна Скали
- Роберт Патрик као Џон Доџет
- Анабет Гиш као Моника Рајес
- Мич Пилеџи као Волтер Скинер (Епизоде 1–2, 4, 7, 9–10, 15–16, 18–21)

## Епизоде
| Бр. у серији | Бр. у сезони | Назив                                     | Редитељ        | Сценариста                                                                 | Пpемијерно емитовање |
| --- | ------------ | ----------------------------------------- | -------------- | -------------------------------------------------------------------------- | -------------------- |
| 183 | 1            | Ништа важно се није десило данас (1. део) | Ким Менерс     | Крис Картер и Френк Спотниц                                                | 11. новембар 2001.   |
| Џонд Доџет започиње своју истрагу о помоћнику директора Алвину Кершу и потрагу за Молдером. |              |                                           |                |                                                                            |                      |
| 184 | 2            | Ништа важно се није десило данас (2. део) | Ким Менерс     | Крис Картер и Френк Спотниц                                                | 18. новембар 2001.   |
| Шенон Мекмејон, бивша војникиња и Доџетова сарадница, открива Доџету да је она "Супер војник". То их одводи до тајне лабораторије где се врше огледи на војном броду. |              |                                           |                |                                                                            |                      |
| 185 | 3            | Демонски                                  | Френк Спотниц  | Френк Спотниц                                                              | 2. децембар 2001.    |
| Пошто је Дејна Скали премештена на Академију за обуку у Квантику, Доџет и Рајесова истражују свој први заједнички случај у Досијеу Икс - низ сатанских обредних убистава. |              |                                           |                |                                                                            |                      |
| 186 | 4            | 4-Д                                       | Тони Вармби    | Стивен Мида                                                                | 9. децембар 2001.    |
| Злогласни убица прети Доџету и Рајесовој, а онда нестаје. Доџет је упуцан, а Бред Фолмер открива да је Рајесовин пиштољ коришћен. |              |                                           |                |                                                                            |                      |
| 187 | 5            | Господар досијеа                          | Ким Менерс     | Томас Шнауз                                                                | 16. децембар 2001.   |
| Скали, Доџет и Рајесоа истражују када је малолетник умро изводећи вратоломију за једну емисију, али узрок његове смрти је ускоро откривен као узнемирујућа породична тајна. |              |                                           |                |                                                                            |                      |
| 188 | 6            | Не веруј ником                            | Тони Вармби    | Крис Картер и Френк Спотниц                                                | 6. јануар 2002.      |
| Скали се нада да ће се срести са Молдером када потпуно непозната особа понуди нове податке о томе што се он крије. А опет, њено поверење према непознатом човеку може да отера Молдера у још већу опасност.                                                                                     |              |                                           |                |                                                                            |                      |
| 189 | 7            | НН                                        | Мишел Макларен | Винс Гилиган                                                               | 13. јануар 2002.     |
| Без знања о свом идентитету из прошлости, Доџет је пронађен како лута по прашњавом Мексичком граду. Док се он бори да сабере памћење, проналази се упетљан у кријумчарење. Са друге стране границе Скали и Рајесова покушавају да га нађу.                                                      |              |                                           |                |                                                                            |                      |
| 190 | 8            | Затвореник из пакла                       | Ким Менерс     | Дејвид Аман                                                                | 27. јануар 2002.     |
| Рајесова преузима вођство током истраге Досијеа Икс на случају човека који је пронађен жив одран. Када открије да је он имао визије о сличној ствари, тражи Скалину стручност да помогне у истрази.                                                                                             |              |                                           |                |                                                                            |                      |
| 191 | 9            | Порекло (1. део)                          | Ким Менерс     | Крис Картер и Френк Спотниц                                                | 3. март 2002.        |
| Када се гума из свемирског брода појави, ФБИ крије ту истрагу од Досијеа Икс. У међувремену, Скали је принуђена да уради драстичне мере када открије претњу за Вилијама. |              |                                           |                |                                                                            |                      |
| 192 | 10           | Провиђење (2. део)                        | Крис Картер    | Крис Картер и Френк Спотниц                                                | 10. март 2002.       |
| Не верујући ни Скинеру ни Фолмеру, Скали одбија истрагу ФБИ-ја о Вилијамовој отмици и спроводи своју, а помажу јој Рајесова и Усамљени револвераш. |              |                                           |                |                                                                            |                      |
| 193 | 11           | Одри Поли                                 | Ким Менерс     | Стивен Мида                                                                | 17. март 2002.       |
| Након што се пробудила у болници - за коју се верује да је чекаоница Смрти - након што ју је ударио ауто, комирана Рајесова се труди да се пробуди пре не го што њена донорска картица постане активна.                                                                                         |              |                                           |                |                                                                            |                      |
| 194 | 12           | Разоткривање                              | Џон Шибан      | Џон Шибан                                                                  | 31. март 2002.       |
| Доџет је упоран да нађе грешку у ДНК анализи која је ослободила осуђеног "Шрафцигер убицу" кога је скоро ухватио на делу пре 13 година. |              |                                           |                |                                                                            |                      |
| 195 | 13           | Невероватно                               | Крис Картер    | Крис Картер                                                                | 7. април 2002.       |
| У журби да ухвате серијског убицу, Скали и Рајесова се ослањају на нумерологију, њихову моћ закључивања и тајанственог непознатог картароша. |              |                                           |                |                                                                            |                      |
| 196 | 14           | Страшна чудовишта                         | Двајт Литл     | Томас Шнауз                                                                | 14. април 2002.      |
| Специјални агент Лајла Харисон води Рајесову и Доџета на вожњу на планину након што се жена избола неколико пута и након што њен удовац не дозвољава да ико види њиховог сина. |              |                                           |                |                                                                            |                      |
| 197 | 15           | Скок ајкуле                               | Клиф Бол       | Винс Гилиган, Џон Шибан и Фрнек Спотниц                                    | 21. април 2002.      |
| Када се Морис Флечер обратио агентима са податком о "Супер војницима", они се обраћају Усамљеном револверашу. Али је Усамљени револвераш већ дубоко заглибио у ствар о биотероризму што има везе са тајанственом Ив Адел Харлоу.                                                                |              |                                           |                |                                                                            |                      |
| 198 | 16           | Вилијам                                   | Дејвид Дуковни | Синопис: Крис Картер Сценарио: Дејвид Дуковни, Френк Спотниц и Крис Картер | 28. април 2002.      |
| Доџет проналази чудног, раскомаданог човека у кабинету Досијеа Икс и, на Скалин захтев, проверавају ДНК. Изненађујући одговор који су добили постаје још изнанађујући када је Вилијамов живот у опасности.                                                                                      |              |                                           |                |                                                                            |                      |
| 199 | 17           | Ослобођење                                | Ким Менерс     | Синопис: Дејвид Аман Сценарио: Џон Шибан и Дејвид Аман                     | 5. мај 2002.         |
| Када један од Скалиних студената изнесе необичну способност за профилисање серијских убица, његово знање поново отвара случај убиства Доџетовог сина Лука. |              |                                           |                |                                                                            |                      |
| 200 | 18           | Сунчани дани                              | Винс Гилиган   | Винс Гилиган                                                               | 12. мај 2002.        |
| Доџет, Рајесова, Скинер и Скали налећу на бизаран случај убиства у ком је главни осумњичени Оливер Мартин, човек са необично запоседнут серијом Породица Брејди. |              |                                           |                |                                                                            |                      |
| 201 | 19           | Истина (1. део)                           | Ким Менерс     | Крис Картер                                                                | 19. мај 2002.        |
| Након што нису знали где је Молдер био током године, Скинер и Скали сазнају да је заробљен због убиства војног лица које није никако могао да почини: Ноула Рорера, једног од владиних тајних "супер војника". Молдер бежи из затвора уз помоћ Скинера, Рајесове, Доџета, Скали и Алвина Керша. |              |                                           |                |                                                                            |                      |
| 202 | 20           | Истина (2. део)                           | Ким Менерс     | Крис Картер                                                                | 19. мај 2002.        |
| Молдер и Скали путују у Нови Мексико где је црни хеликоптер уништио Анасазијску литицу заједно са Пушачем. |              |                                           |                |                                                                            |                      |

## Продукција
Након осме сезоне, Дејвид Дуковни најавио је да ће потпуно отићи из серије. Као таква, будућност опстанка серије била је у ћорсокаку. 
Продуцент и један од сценариста серије Френк Спотниц у једном интевјуу је објаснио даљи развој приче без Молдера: „Серија је била Молдерова потрага за истином. То је било то већ седам година и током осмогодишњег периода, али стварно мислим да је увођењем лика Џона Догета прошле године [...] пендрек прошао [. ..] дословно он [Молдер] предао Досије икс Догету.”
Пре почетка развоја девете сезоне, ни Фокс мрежа ни било који од чланова продукције Десет тринаест није знао да ли би креатор Крис Картер хтео радити још једну сезону. Овим речима, он је охрабрио друге чланове екипе да наставе серију без њега. Међутим, на крају је неколико чланова посаде почело развијати нове сценаристичке идеје за девету сезону, од којих су многе узбуђивале Картера. Овај нови ентузијазам је на крају утицао на Картера да потпише уговор са Фоксом на још једну сезону. Андерсон је потписала у последњем тренутку, са њеним продужењем уговора који траје до краја 2002. године и она је конкретно изјавила да ће напустити серију након завршетка сезоне. Због промена, током девете сезоне уз Догета и Скали, Рејес и Скинер постали су „нови” главни ликови серије. Извршни продуцент Франк Спотниц спекулисао је да би се емисија могла продужити у десету и можда једанаесту сезону, ако би серија успела привући публику. 
Након одласка Дуковнија, серија је критикована од стране обожаваоца и критичара, а многи су изјавили да је веза између Молдера и Скали била оно што је у ствари одржавало серију у првих седам сезона. Схватајући његов значај у серији, Крис Картер и његова екипа отворили су преговоре са Дуковнијем у нади да ће поновити своју улогу за финале сезоне. У почетку нису били сигурни да ли ће Дуковни пристати да се појави, али је на крају потврдио своје учешће. Спотниц је рекао: „Мој утисак од разговора с њим је био што још увек брине о серији, и даље је уложен у то и сигурно брине о Молдеру и мислим да је препознао да је то најбоља ствар за серију и публику и за њега да се врати и затвори причу серије после 9 сезона.” Не само да се Дуковни вратио у последњој епизоди, већ се вратио као писац и редитељ епизоде „Вилијам”; чак је имао и малену појаву у епизоди, која се појавила као рефлексија у Скалином оку. Три епизоде касније, Дуковни се вратио као глумац за финале сезоне, „Истина”. 
Са вестима о предстојећем завршетку серије, чланови екипе одлучили су да заврше приче који су остале необјашњене. „Скок ајкуле”, коначна епизода са улогом Усамљених револвераша, служила је као де факто финале за отказану спин-оф серију Усамљени револвераши. Извршни продуцент и сценариста Френк Спотниц морао је да се бори да би направио епизоду; Студио је информисао Спотница да не желе вратити ликове у било који капацитет, јер је Фокс, наводно, „мрзео” ове ликове. Слично томе, „Ослобођење” је написано како би се затворила прича о убиству Догетовог сина.
Екипа иза камере и глумци су имали низ мишљења о финалу сезоне „Истина”. Картер је изјавио о финалу: „То је крај - не добијате још једну шансу, тако да боље ставите све што сте икада желели да уврстите у епизоду. Било је ствари које би одвратиле од онога што се дешавало. бенд је раскинут.” Глумица Анабет Гиш је изјавила: „Осећао се као велики филмски сет. Били смо на локацији, био је огроман буџет и сви су се вратили.” Дејвис је рекао: „Било је сјајно што су нас све довели у финале, да су нашли начин да нас све опет уздигну.” Пилеџи је изјавио: „Сећам се последњег дана на снимању, снимио смо сцену са Џилијан и собом, а то је било то. А онда сам морао да се поздравим са још једном породицом, још једном екипом. Скоро сам се усудио, а Џилијан је стајала тамо и гледала у мене рекла: 'Океј, напред, велики момче, прођи кроз ово.' Било је тешко.” Патрик је рекао: „Било је прилично еуфорично и тужно, и све те емоције које можете замислити. Затварање поглавља, а ми се сви крећемо на нешто ново и узбудљиво. Ипак, сви бисмо пропустили једни друге.” Ким Манерс, један од редитеља серије, назвао је коначну сцену „заиста једном од најимпозантнијих доживљаја које је икад видео у свом животу.” Дуковни је изјавио: „На неки начин, психички нисам стварно отишао. Било је лепо бити у стању да - ја сам заиста срећан што сам се могао вратити и завршити.”